# Анна д'Есте
Анна д'Есте (італ. Anna d’Este, фр. Anne d’Este; 16 листопада 1531, Феррара, Феррарське герцогство — 16 травня 1607, Париж, Французьке королівство) — принцеса з дому Есте, уроджена принцеса Феррарська, Моденська і Реджійська, дочка Ерколе II, герцога Феррари, Модени і Реджо, і Рене Французької. Дружина герцога Франсуа I з дому Ґізів; у першому шлюбі — герцогиня де Ґіз і княгиня Жуанвільська. У другому шлюбі з герцогом Жаком II із Савойського дому — герцогиня Немурська і Женевська. У своєму праві герцогиня Шартрська, графиня Жизору, віконтеса Кан, Бає і Фалезу, власниця Монтаржі. Доглядачка двору королеви.
Сучасники вважали Анну д'Есте однією з найкрасивіших і найосвіченіших жінок свого часу. Герцогиня брала активну участь у політичному житті французького королівства в другій половині XVI століття. Разом зі синами від першого шлюбу — Генріхом Міченим, Шарлем і Людовиком — відігравала важливу роль у заснуванні та діяльності Католицької ліги.

## Життєпис

### Ранні роки
Анна народилася у Феррарі 16 листопада 1531 року першою дитиною і старшою з трьох дочок у сім'ї католика Ерколе II, герцога Феррари, Модени і Реджо, і гугенотки Рене, принцеси з дому Валуа, герцогині Шартра, графині Жизора та власниці Монтаржі. За лінією батька Анна доводилася онукою Альфонсо I, герцогу Феррари, Модени і Реджо, і Лукреції Борджіа, дочці римського папи Олександра VI. За лінією матері вона була онукою французького короля Людовика XII і Анни, герцогині Бретані з дому Дре.
У відповідь на фактичну відмову римського папи Климента VII стати хрещеним батьком його першої дитини батько принцеси організував урочисту церемонію хрещення. Батьки приділяли велику увагу освіті дітей. Вже у восьмирічному віці Анна володіла латиною, яку разом з давньогрецькою мовою їй викладав Франческо Прото; вона вільно говорила і писала обома мовами. Принцеса грала на клавесині, вміла співати і танцювати, знала історію мистецтва. Спроби матері, через наближених до неї протестантів — особистого лікаря Кіліана Синапіуса і компаньйонки Олімпії Морати, привернути увагу дочки до Реформації батько припинив.

Копія ймовірного портрета Анни близько 1540 року, атрибутованого Клуе.
Приватне зібрання

У віці 12 років Анна отримала першу пропозицію про шлюб. Це сталося 1543 року, коли разом з молодшими сестрами її представили римському папі Павлу III, який перебував проїздом у Феррарі. Понтифік посватав її за свого онука, герцога Ораціо Фарнезе, але Ерколе II відмовив, оскільки сподівався влаштувати шлюб старшої дочки з монаршою особою. З цією метою 1546 року він звернувся до польського короля Сигізмунда I, запропонувавши влаштувати весілля Анни зі спадкоємцем престолу і майбутнім польським королем Сигізмундом II, який встиг овдовіти в першому шлюбі. Проти цього шлюбу виступив родич принцеси, французький король Генріх II, який запропонував герцогу видати старшу дочку за французького аристократа. Однак герцог знову відмовив, погодившись лише на шлюб середньої дочки Лукреції з Франсуа, герцогом Омальським із Лотаринзького дому.
Тривалі переговори з польським королем до весілля не привели, оскільки виявилося, що його спадкоємець ще 1545 року таємно поєднався шлюбом з аристократкою Великого князівства Литовського Варварою Радзивілл. Підсумком діяльності французької дипломатії стала попередня угода про шлюб Анни і Франсуа, герцога Омаля. Крапку в переговорах мали поставити Генріх II і Ерколе II під час зустрічі в П'ємонті 1548 року. Активну участь в організації шлюбу брала фаворитка французького короля Діана де Пуатьє. До липня 1548 року сторони підготували всі необхідні документи для укладення шлюбної угоди.

### Герцогиня де Гіз

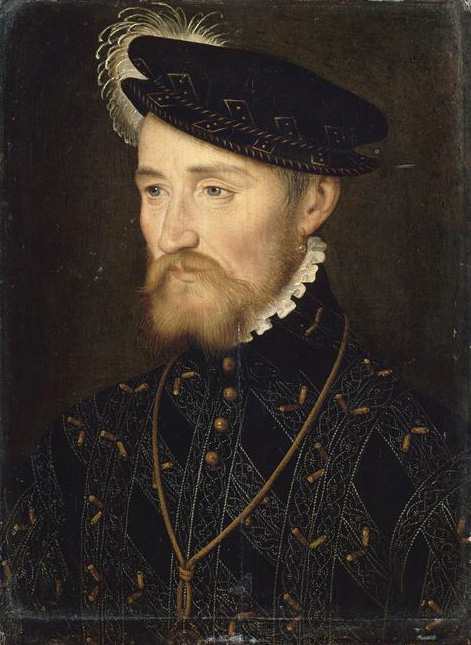
Перший чоловік, герцог Франсуа I де Гіз. Портрет пензля Клуе. Написаний між 1550 і 1560 роками. Лувр

19 серпня 1548 французький король і феррарський герцог зустрілися в Турині. Підсумком переговорів стало підписання шлюбної угоди. Наречений отримував за нареченою придане сто п'ятдесят тисяч ліврів від короля Генріха II, і таку ж суму відраховано з боргу Французького королівства перед Ерколе II. Угоду сторони ратифікували 28 вересня 1549 року. 15 вересня того ж року у Феррарі укладено шлюб за дорученням. Після церемонії наречена покинула Феррару. Деякий час у дорозі її супроводжували мати й сестри. 27 жовтня Анна прибула до Гренобля, де її зустрів батько нареченого, герцог Клод. Разом з ним вона прибула до Ліона.
16 грудня 1548 року в маєтку Сен-Жермен-ан-Ле біля Парижа відбулася урочиста церемонія одруження Анни і Франсуа (17.2.1519 — 24.2.1563), герцога Омаля, майбутнього герцога де Гіза. Чоловік принцеси через шлюб із нею ставав кузеном короля Франції. Молодята отримали щедрі весільні подарунки від родичів, а поет П'єр де Ронсар, натхненний красою нареченої, порівняв їх з античними богами Марсом і Венерою. У шлюбі Анни і Франсуа народилися семеро дітей — шість синів і одна дочка, але до повноліття дожили тільки четверо з них.
Після смерті батька 12 квітня 1550 Франсуа успадкував титули герцога де Гіза і князя де Жуанвіля під ім'ям Франсуа I. Анна, як його дружина, отримала титули герцогині де Гіз і княгині де Жуанвіль.

### Життя при дворі
Як родичка сім'ї монарха Анна перебувала під заступництвом короля. Перший час при дворі вона поводилася обережно, підтримувала художників-італійців. Італійське походження самої Анни допомогло їй зав'язати тісні стосунки з королевою Катериною. Разом з тим вона підтримувала спілкування і з Діаною де Пуатьє, що сприяла кар'єрному зростанню її чоловіка.
Спочатку герцогиня вела активне листування з феррарським двором. Коли батько і брат не підтримали її чоловіка під час походу на Неаполітанське королівство восени 1556 — взимку 1557 року, в якому Анна сама супроводжувала Франсуа, стосунки з родичами дали тріщину. Потім брат одружився не з дочкою короля Генріха II, як наполягала Анна, а з дочкою великого герцога Козімо I. Герцогиня написала батькові листа, в якому висловила категоричну незгоду з вибором брата. Деякий час вона інтригувала при Паризькому дворі проти великих герцогів Тоскани. Охолодження стосунків із батьком і відданість інтересам чоловіка зміцнили її становище серед членів дому Гізів. До цього часу Анна вже впоралася з тиском свекрухи, який відчувала в перші роки шлюбу.
1559 року Анна була поруч з чоловіком при укладанні Като-Камбрезького мирного договору. Недоброзичливці при дворі звинувачували герцогиню де Гіз у допомозі таємним протестантам, друзям її матері. Капелана герцогині 1557 року римський папа Павло IV засудив як єретика, а її чоловік прогнав з їхнього двору. Вона була вражена різаниною протестантів у Вассі, влаштованою герцогом у березні 1562 року, сумним продовженням якої стали війни католиків і гугенотів у французькому Королівстві. У цій боротьбі Анна втратила першого чоловіка.
Франсуа I віроломно вбито під час облоги Орлеана 18 лютого 1563 року. Його вбивцю незабаром схоплено і страчено. Анна звинуватила в організації вбивства чоловіка одного з лідерів гугенотів — Ґаспара де Шатійона Коліньї. Монарший дім бажав миру в державі, Анна ж вимагала відплати. Король Карл IX відклав розгляд цієї справи на три роки. За цей час королева-мати намагалася відрадити герцогиню-вдову від планів помсти. Вона навіть запропонувала Ганні влаштувати її шлюб з іншим лідером гугенотів Людовиком I, принцом Конде, який відразу після замаху на її чоловіка написав їй листа, що не має до цього стосунку. У січні 1566 року Рада короля визнала графа де Коліньї невинним в організації вбивства Франсуа де Гіза. Граф поклявся герцогині-вдові, що не винен у смерті її чоловіка, але Анна не повірила. У серпні 1572 року, на таємне прохання королеви-матері, вона влаштувала на нього замах, який виявився невдалим. Найманий убивця тільки поранив жертву. Невідомо, чи брала Анна участь в організації нападу і подальшого вбивства Гаспара II в ніч святого Варфоломія в Парижі. Відомо, що під час різанини вона врятувала життя кільком гугенотам. Проте помста герцогині-вдови досягла мети.

### Герцогиня Немурська

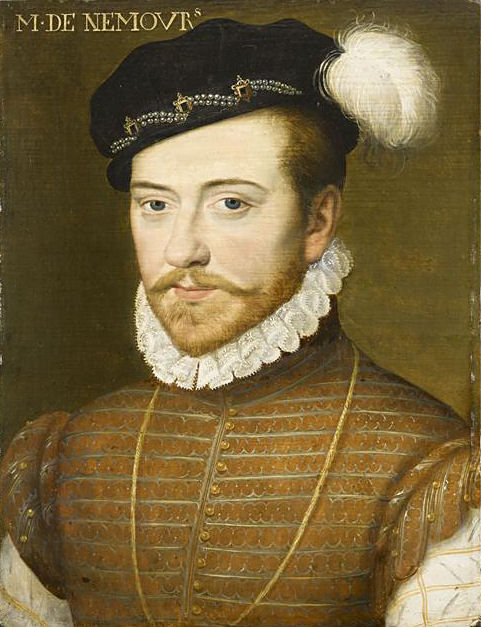
Перший чоловік Жак II Савойський. Невідомий автор. Ймовірно, друга половина XVI століття. Музей Конде

5 травня 1566 року Анна знову вступила в шлюб. У каплиці замку Сен-Мор-де-Фоссе вона обвінчалася з Жаком II (12.10.1531 — 15.6.1585), герцогом Немура і Женеви зі Савойського дому. Її другий чоловік був союзником першого. 1557 року Анна спробувала влаштувати його шлюб зі своєю сестрою Лукрецією, але Ерколе II відкинув цю пропозицію. Жак II мав позашлюбного сина від коханки Франсуази де Роган, з якою він обіцяв одружитися, але герцог тягнув з виконанням обіцянки, і дім Роганів подав на нього до суду. 26 квітня 1566 року обіцянку Немура визнано недійсною, і через три дні він і Анна підписали шлюбний контракт. З їхніх дітей вижили тільки два сини. Весільні урочистості Анни і Жака II пройшли в Ансі 17 липня 1566 року. Герцогиня Рене, яка 1560 року повернулася на батьківщину, була проти другого шлюбу старшої дочки. Новий шлюб не послабив впливу Анни на членів дому Гізів. Її чоловік рідко бував у Парижі, де йому належав Немурський палац, і герцогиня часто їздила до чоловіка в Ансі. Анна підтримувала інтереси другого чоловіка так само, як раніше — першого. Вона допомагала йому в непростих стосунках з королем, змогла домовитися з домом Роганів і вирішила проблему, пов'язану з позашлюбним сином герцога. Анна придбала у бастарда відмову носити ім'я і герб батька за Великий пріорат мальтійських лицарів у Оверні.
Під час другого шлюбу зміцнилися стосунки герцогині з королевою-матір'ю, яка запросила її на хрестини онуки, принцеси Марії Єлизавети. 1575 року, за заповітом померлої герцогині Рене, Анна успадкувала її володіння у французькому королівстві разом з титулами герцогині Шартру, графині Жизору і власниці Монтаржі, чим викликала обурення брата-герцога. З цієї причини вони судилися і сварилися протягом наступних восьми років. Завдяки положенню іншого брата-кардинала при римському папі Сиксті V і належності герцогині до дому Гізів, вона мала значний вплив на апостольських нунціїв при Паризькому дворі. 19 червня 1585 року Анна знову овдовіла. Після смерті другого чоловіка головною резиденцією герцогині-вдови став Немурський палац у Парижі.

### Пізні роки
Поява Католицької ліги, в якій її діти відігравали важливу роль, повернула Ганні інтерес до політики. У грудні 1588 року герцогині-вдові повідомили про намір короля Генріха III вбити її старшого сина від першого шлюбу. Вона відмовилася цьому вірити. 23 і 24 грудня в Блуаському замку заколото герцога Генріха Міченого і Людовика Лотаринзького, кардинала де Гіз. За наказом короля Анну заарештовано і замкнено в тому самому замку, де сталося вбивство її синів. У ньому перед статуєю діда, короля Людовика XII, вона ридала і питала, навіщо він побудував цей замок, у якому вбили дітей його внучки. Анну перевезли в замок д'Амбуаз і незабаром звільнили. 11 лютого 1589 року вона повернулася до Парижа.
Очоливши Католицьку лігу, Анна була однією з головних дійових осіб у столиці, обложеній військами майбутнього короля Генріха IV, якого, після його навернення до католицтва і сходження на трон, вона визнала королем. Між ним і герцогинею-вдовою склалися добрі стосунки. У листопаді 1600 року в Марселі вона особисто зустріла його майбутню дружину, королеву Марію. Герцогині-вдові доручили обов'язки доглядачки двору королеви.
В останні роки життя Анна, яка пережила двох чоловіків і трьох дорослих синів — 1595 року вона поховала і старшого сина від другого шлюбу, страждала розладом психіки. Перші ознаки захворювання, за свідченням сучасників, у неї з'явилися в 1602—1604 роках. Герцогиня-вдова замкнулася в Немурському замку, де померла 17 травня 1607 року. За заповітом покійної її серце вилучено з грудей і в посудині поставлено біля могили першого чоловіка в замку Жуанвіль, тіло поховано в соборі Нотр-Дам-де-Льєс поруч із могилою другого чоловіка, внутрішні органи поховано в церкві августинців у Парижі. Жодне з цих поховань не збереглося. За тим самим заповітом Анни, який вона склала 1597 року, все, чим вона володіла, мало зберігатися рік після її смерті і тільки потім бути поділеним між спадкоємцями. У посмертній інвентаризації серед майна герцогині виявилися колекція годинників і бібліотека з книгами античних і сучасних їй авторів італійською, французькою, іспанською, німецькою, грецькою та латинською мовами.

## Родина
1 Чоловік — Франсуа де Гіз
Діти:
- Анрі (31.12.1550 — 23.12.1588) — герцог де Гіз і князь де Жуанвіль під ім'ям Генріха I Міченого, пер Франції, 4 жовтня 1570 року одружився з Катериною Клевською (1548 — 11.3.1633), принцесою з дому Ламарк[ru];
- Катерина-Марія (18.7.1552 — 6.5.1596) — принцеса Лотаринзька, 4 лютого 1570 одружилася з Людовиком III (10.6.1513 — 23.9.1582), герцогом Монпансьє;
- Шарль[ru] (26.3.1554 — 4.10.1611) — герцог Маєна під ім'ям Карла I, 6 серпня 1576 одружився з Генрієттою Савойською (1541/1542 — 1611), принцесою з Віярської гілки[it] Савойського дому;
- Луї[ru] (6.7.1555 — 24.12.1588) — принц Лотаринзький під ім'ям Людовика II, архієпископ Реймса від 1574 року, кардинал від 1578 року;
- Антуан (25.4.1557 — 16.1.1560) — принц Лотаринзький, помер у дитячому віці;
- Франсуа (31.12.1559 — 24.10.1573) — принц Лотаринзький, помер у підлітковому віці;
- Максимільєн (25.10.1562 — 1567/1568) — принц Лотаринзький, помер у дитячому віці.

2 Чоловік — Жак II Савойський
Діти: — 
- Шарль Еммануель (12.2.1567 — 13.8.1595) — принц Савойський, герцог Немуру і Женеви під ім'ям Карла Еммануїла, маркграф Сен-Сорлен, барон Фосіньї і Бофору[fr];
- Анрі[ru] (2.11.1572 — 10.7.1632) — принц Савойський, герцог Немуру і Женеви під ім'ям Генріха I, маркграф Сен-Сорлен, барон Фосіньї і Бофору, 18 квітня 1618 одружився з Анною Лотаринзькою[nl] (1600 — 10.2.1638), принцесою з дому Шатенуа, герцогинею Омаля.